# The Cycle (jogo eletrônico)
The Cycle é um jogo eletrônico de 2019 de tiro em primeira pessoa desenvolvido e publicado pela Yager Development. A Yager classifica o jogo como um "jogo competitivo de tiro e aventura" e o rotula como "PvEvP", uma combinação de jogador contra ambiente (PvE) e jogador contra jogador (PvP).

## Jogabilidade
The Cycle é um jogo de tiro em primeira pessoa. Situado em um universo onde a viagem interestelar é possível. Um grupo de humanos vive em uma estação espacial chamada Estação Prospectora. Os jogadores assumem o papel de prospectores, mercenários encarregados de concluir contratos em um planeta perigoso chamado Fortuna III. Os jogadores precisam concluir esses contratos para ganhar pontos e os jogadores com mais pontos ganham se conseguirem escapar a tempo do planeta. Os jogadores recebem 20 minutos para concluir contratos e competem com outros 19 jogadores em uma partida pela vitória. Três facções principais, o Conselho Civil Independente - ou "Independent Civilian Advisory" (ICA), Osiris e Korolev, oferecem contratos para que os jogadores completem. Esses contratos variam a cada partida, havendo desde contratos onde o jogador precisa reativar estações de energia, minerar cristais, ou coletar e entregar materiais existentes no mapa. Dentro do ambiente, existem monstros e outras criaturas hostis que tentarão matar o jogador, além de jogadores rivais. Cada partida está configurada para ter um total de 20 jogadores em solo, duplas ou esquadrões, essas composições de equipe não podem ser misturadas.
Outros recursos do The Cycle incluem a criação e a personalização de uma variedade de armas e equipamentos, mudar a aparência do personagem do jogador com roupas e skins para armas, e um sistema de "passe de temporada".
Mais diretamente, o objetivo do jogo é fazer o trabalho sujo de um prospector. Um trabalho bastante ingrato que consiste em explorar um planeta hostil para cumprir várias missões, chamadas aqui de contratos, para o benefício de grandes corporações.

## Desenvolvimento
Os planos de desenvolvimento inicial começaram logo depois que Yager terminou de trabalhar em Dreadnought. The Cycle acabou sendo revelado na Gamescom 2018, oito meses depois. O objetivo era combinar a narrativa com a dinâmica social. O jogo foi lançado como acesso antecipado na Epic Games Store.